# Grants frankolijn
Grants frankolijn (Pternistis griseostriatus; synoniem: Francolinus griseostriatus) is een vogel uit de familie fazantachtigen (Phasianidae). De wetenschappelijke naam van de soort is voor het eerst geldig gepubliceerd in 1890 door Ogilvie-Grant.

## Voorkomen
De soort is endemisch in Angola.

## Beschermingsstatus
Op de Rode Lijst van de IUCN had de soort in 2004 nog de status kwetsbaar. De populatie komt echter voor in een groter gebied dan eerder vermoed. In 2006 werd de status gevoelig en sinds 2012 is dit niet bedreigd.